# Metropolitan Opera Association
The Metropolitan Opera Association i New York, grundad i april 1880, är en av världens främsta aktörer inom opera. Det är USA:s största organisation inom klassisk musik, och uppför årligen omkring 240 operaföreställningar. Kompaniets hemvist, operahuset Metropolitan Opera House en del av Lincoln Center for the Performing Arts öppnades 1966. Det ersatte det gamla Metropolitan Opera House som invigdes den 22 oktober 1883 vid 39:e gatan också på Manhattan. Kompaniet är en av de förnämsta operascenerna i världen. Metropolitan Opera Association är en av de 12 institutionerna som residerar inom Lincoln Center for the Performing Arts. Uttrycket the Met hänför beroende på sammanhang till uppsättningar i både den gamla och nya byggnaden.